# مارک اسپیتزنیگل
مارک اسپیتزنیگل (انگلیسی: Mark Spitznagel) سرمایه‌گذار، دادوستدگر مشتقی، نویسنده، و کشاورزی پایدار آمریکایی است. او به دلیل سرمایه‌گذاری در بازار بورس شدیداً گاوی مبتنی بر مکتب اتریش و پیشگامی در توزیع دم‌کلفت-پوشش ریسک (امور مالی) و بیش از همه به خاطر شرط‌بندی میلیارد دلاری شدیداً سوددهش بر بحران مالی ۲۰۱۲–۲۰۰۷ و نیز به خاطر اتهام موجب سقوط بازار سهام سال ۲۰۱۰ شناخته می‌شود.
او یکی از گاوی‌ترین و بزرگ‌ترین و شجاعترین سرمایه گذاران وال استریت شناخته می‌شود.
اسپیتزنیگل مشاور ارشد اقتصادی کمپین ریاست جمهوری ۲۰۱۶ سناتور رند پال است.

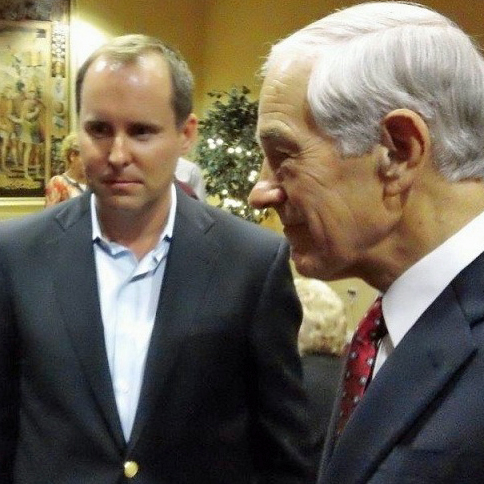
اسپیتزنیگل و ران پال در ۲۰۱۲

اسپیتزنیگل که یک جمهوری‌خواه لیبرترین است در کنار پیتر تیل کارآفرین از جمله حامیان اصلی مبارزات ران پال در انتخابات مقدماتی ریاست جمهوری حزب جمهوریخواه در سال ۲۰۱۲ بوده‌است. او مهم‌ترین نظریه‌پرداز و مروج نظریات اقتصادی ران پال در جوامع دانشگاهی خوانده شده‌است.